# Trybunał Konstytucyjny (Austria)
Trybunał Konstytucyjny w Austrii (niem. Verfassungsgerichtshof, w skrócie VfGH) – austriacki sąd konstytucyjny. Jest to jeden z sądów naczelnych (Höchstgericht) Austrii obok Sądu Najwyższego i Trybunału Administracyjnego.
Z powodu pełnionej funkcji nazywany jest „strażnikiem Konstyucji” (Hüter der Verfassung). Odpowiada za kontrolę przestrzegania Konstytucji oraz zapewnia ochronę demokratycznego porządku konstytucyjnego.
Składa się z 14 sędziów powoływanych przez Prezydenta Federalnego na wniosek Rządu Federalnego i Parlamentu. Swój urząd nie sprawują na określoną kadencję, lecz do przejścia w stan spoczynku lub złożenia orzeczeniem Trybunału Konstytucyjnego.
Jego orzecznictwo ma duży wpływ na życie obywateli. Trybunał Konstytucyjny chroni przed przepisami prawnymi naruszającymi konstytucyjne prawa i wolności obywateli, a wydane przez niego orzeczenia prowadzą do zmian w prawie, np. poprzez orzeczenie w sprawie wieku emerytalnego, małżeństw homoseksualnych czy samobójstwa wspomaganego medycznie.
Trybunał Konstytucyjny Austrii jest najstarszym utworzonym na świecie sądem konstytucyjnym. Do jego powstania przyczynił się Hans Kelsen, który współtworzył także Konstytucję Austrii.

## Zadania
Trybunał Konstytucyjny orzeka m.in. w sprawach:
- o zgodność aktów prawnych z Konstytucją[10],
- o zgodność aktów prawnych z prawem międzynarodowym[11],
- zgodności rozporządzeń z obowiązującym prawem[12],
- sporów kompetencyjnych między sądami i organami administracji publicznej, sądami powszechnymi a sądami administracyjnymi, sądami i Trybunałem Konstytucyjnym, a także pomiędzy Federacją a krajami związkowymi oraz między krajami związkowymi[13],
- o to, czy akt ustawodawczy lub wykonawczy należy do właściwości Federacji czy krajów związkowych na wniosek Rządu Federalnego lub rządu krajowego sporów[14],
- skarg na uchwały i decyzje podjęte przez Komisję Regulaminową Rady Narodowej w sprawie komisji śledczych[15],
- skarg na działalność komisji śledczych[16],
- sporów między komisjami śledczymi a Federalnym Ministerstwem Sprawiedliwości powstałych w trakcie śledztwa prowdzonego przez komisje śledcze[17],
- protestów wyborczych w wyborach prezydenckich, wyborach do organów przedstawicielskich, do Parlamentu Europejskiego i do organów przedstawicielskich ustawowych reprezentacji zawodowych oraz w wyborach rządu krajowego i organów wykonawczych gmin[18],
- protestów wyborczych przeciwko wynikom referendów i Europejskich Inicjatyw Obywatelskich[19],
- skarg na orzeczenia sądów administracyjnych, jeżeli naruszają one konstytucyjne prawa skarżącego lub w wyniku zastosowania sprzecznego z ustawą rozporządzenia, sprzecznej z Konstytucją ustawy, bądź sprzecznej z prawem wewnętrznym umowy międzynarodowej naruszają one konstytucyjne prawa skarżącego[20],
- odpowiedzialności konstytucyjnej za popełnienie zawinionych deliktów konstytucyjnych przez naczelne organy federalne lub krajowe, w tym m.in. Prezydenta Federalnego, Rządu Federalnego, Prezesa Trybunału Obrachunkowego, Przedstawiciela Republiki Austrii w Radzie Unii Europejskiej, naczelników krajów związkowych, zastępców naczelników krajów związkowych, członków rządów krajowych i prezesów lub pełniących obowiązki przewodniczącego krajowych rad szkolnych[21].

### Wszczęcie procedury zbadania konstytucyjności aktów prawnych
Trybunał Konstytucyjny bada zgodność ustaw z Konstytucją z urzędu, jeżeli zajdzie taka konieczność w związku z toczącym się przed nim postępowaniem albo na wniosek:
- sądów,
- każdej innej osoby, której konstytucyjne prawa zostały naruszone,
- rządu krajowego, ⅓ posłów Rady Narodowej lub ⅓ członków Rady Federalnej (dotyczy to wyłącznie ustaw federalnych),
- Rządu Federalnego lub jeżeli tak stanowi konstytucja kraju związkowego ⅓ posłów parlamentu krajowego (dotyczy to wyłącznie ustaw krajowych).

Zgodność rozporządzeń i umów międzynarodowych z obowiązującym prawem Trybunał Konstytucyjny bada z urzędu, jeżeli zajdzie taka konieczność w związku z toczącym się przed nim postępowaniem albo na wniosek:
- sądów,
- każdej innej osoby, której konstytucyjne prawa zostały naruszone,
- rządu krajowego lub Rzecznika Ludowego (dotyczy to rozporządzeń wydawanych przez organy federalne),
- Rządu Federalnego, Rzecznika Ludowego, jeżeli konstytucja kraju związkowego uznaje Rzecznika Ludowego za właściwego w sprawach zastrzeżonych dla danego kraju związkowego lub instytucji utworzonej na wzór Rzecznika Ludowego przez kraj związkowy (dotyczy to rozporządzeń wydawanych przez organy krajowe),
- gminy (dotyczy to rozporządzeń wydawanych przez organy nadzorujące gminy).

### Wykonanie orzeczeń Trybunału Konstytucyjnego
Zadanie wykonania orzeczeń Trybunału Konstytucyjnego należy do Prezydenta Federalnego, chyba że Federalna Ustawa Konstytucyjna zastrzega je sądom powszechnym. Jest ono przeprowadzane na podstawie poleceń Prezydenta Federalnego przez wskazane przez niego organy federalne lub krajowe, włącznie z Policją Federalną i Federalnymi Siłami Zbrojnymi.

## Sędziowie

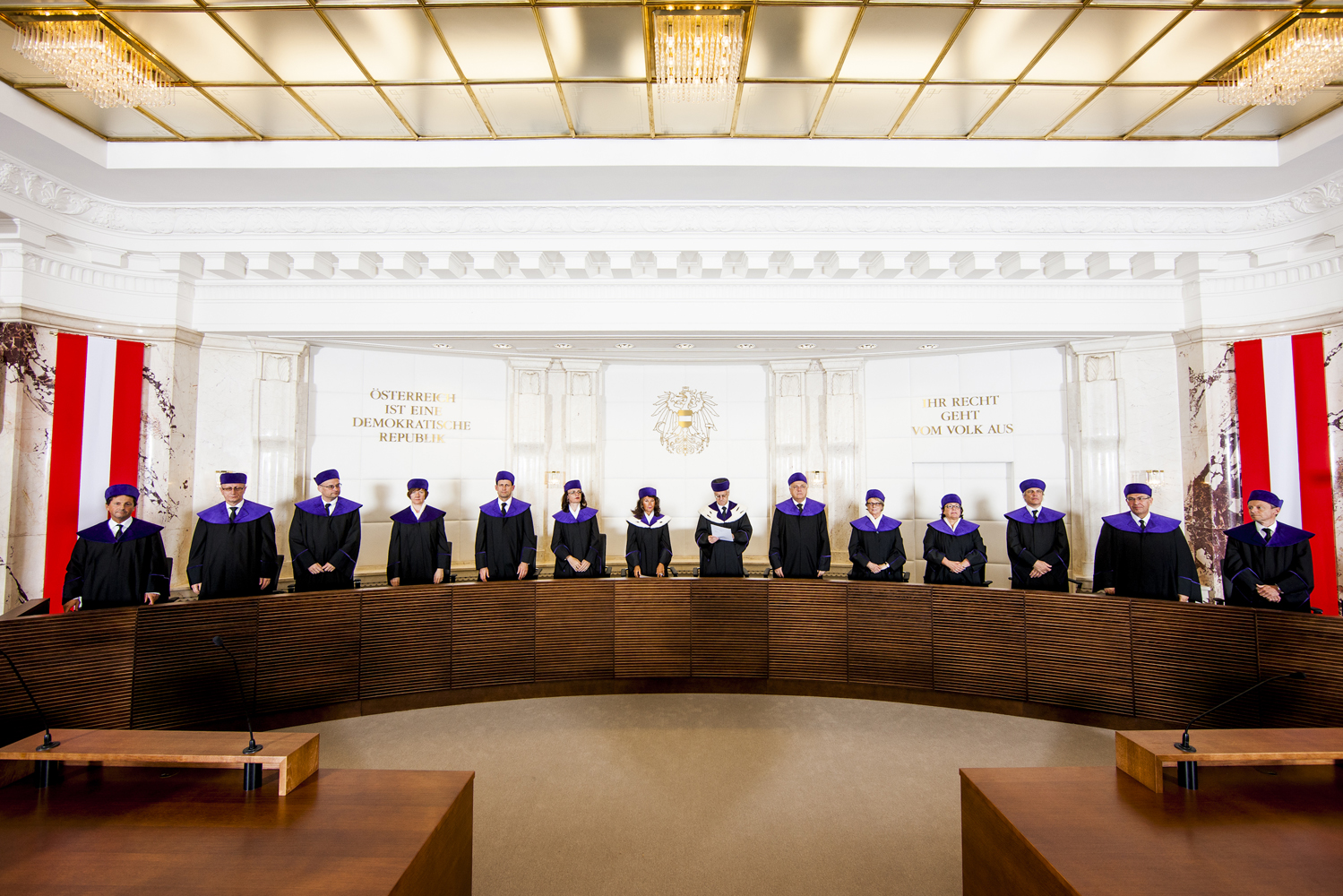
Sędziowie Trybunału Konstytucyjnego w pełnym stroju urzędowym (toga i biret)

Trybunał Konstytucyjny orzeka w pełnym składzie pod przewodnictwem Prezesa Trybunału Konstytucyjnego. W razie nieobecności któregoś z sędziów wzywa się zastępcę sędziego, który zastępuje nieobecnego sędziego. Zastępca ma on takie same uprawienia jak sędzia.

### Wybór
Sędziowie i ich zastępcy powoływani są przez Prezydenta Federalnego na wniosek Rządu Federalnego, Rady Narodowej i Rady Federalnej. Prezydent Federalny może nie uwzględnić wniosku i tym samym odrzucić go. W skład Trybunału Konstytucyjnego wchodzi 14 sędziów (włącznie z Prezesem i Wiceprezesem Trybunału Konstytucyjnego) i 6 zastępców sędziów z czego:
- Prezesa, Wiceprezesa Trybunału Konstytucyjnego, 6 sędziów i 3 ich zastępców Prezydent Federalny powołuje na wniosek Rządu Federalnego.
- 3 sędziów i 2 ich zastępców Prezydent Federalny powołuje na wniosek Rady Narodowej.
- 3 sędziów i 1 zastępcę sędziego Prezydent Federalny powołuje na wniosek Rady Federalnej.

### Wymagania
Na sędziego lub zastępcę sędziego może zostać powołana wyłącznie osoba, która:
- ukończyła studia prawnicze lub prawno-politologiczne,
- posiada co najmniej 10-letnie doświadczenie prawnicze.

Dodatkowo kandydaci przedstawiani przez Rząd Federalny są powoływani spośród sędziów, urzędników administracji publicznej i profesorów uniwersyteckich.
Sędziowie i zastępcy sędziów mogą pełnić swą funkcję do osiągnięcia 70. roku życia. Trybunał Konstytucyjny może w orzeczeniu zadecydować o wcześniejszym złożeniu sędziego lub zastępcy sędziego z urzędu.

### Zasada incompatibilitas
Na sędziego lub zastępcę sędziego nie może zostać powołany członek Rządu Federalnego lub rządu krajowego, organu przedstawicielskiego (np. Rady Narodowej czy parlamentu krajowego) oraz poseł do Parlamentu Europejskiego, a także osoba należąca do partii politycznej.
Na stanowisko Prezesa lub Wiceprezesa Trybunału Konstytucyjnego nie może zostać powołana osoba, która sprawowała przynajmniej jedną z powyższych funkcji w ciągu co najmniej 4 lat.

### Prezes Trybunału Konstytucyjnego
Na czele Trybunału Konstytucyjnego stoi Prezes Trybunału Konstytucyjnego (niem. Präsident des Verfassungsgerichtshofes). Przewodniczy on rozprawom i prowadzi narady. Może on także powierzyć Wiceprezesowi Trybunału Konstytucyjnego (Vizepräsident des Verfassungsgerichtshofes) zadanie prowadzenia rozprawy i narady. W razie nieobecności Prezesa Trybunału Konstytucyjnego zastępuje go Wiceprezes Trybunału Konstytucyjnego.

### Strój urzędowy

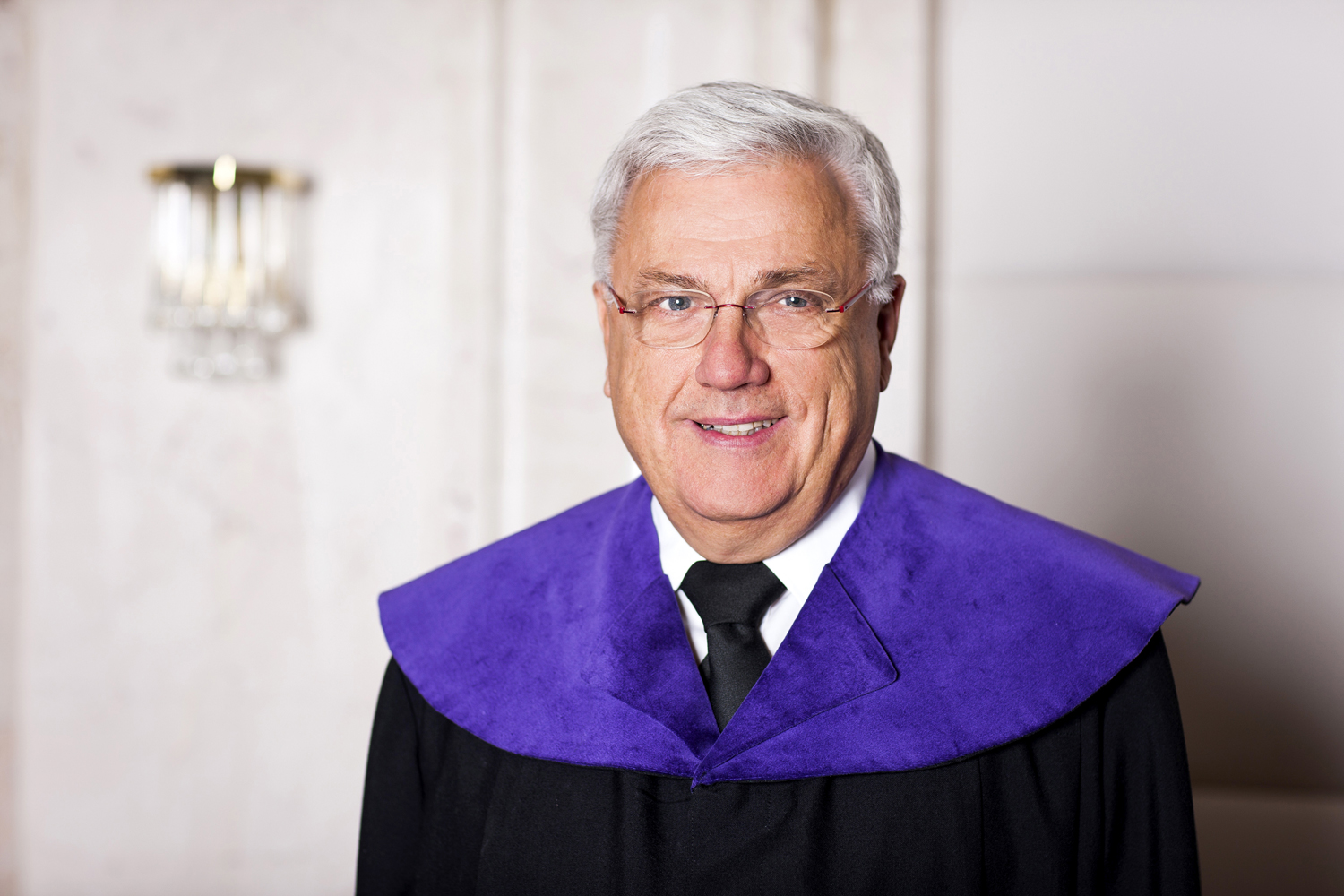
Sędzia Trybunału Konstytucyjnego Rudolf Müller

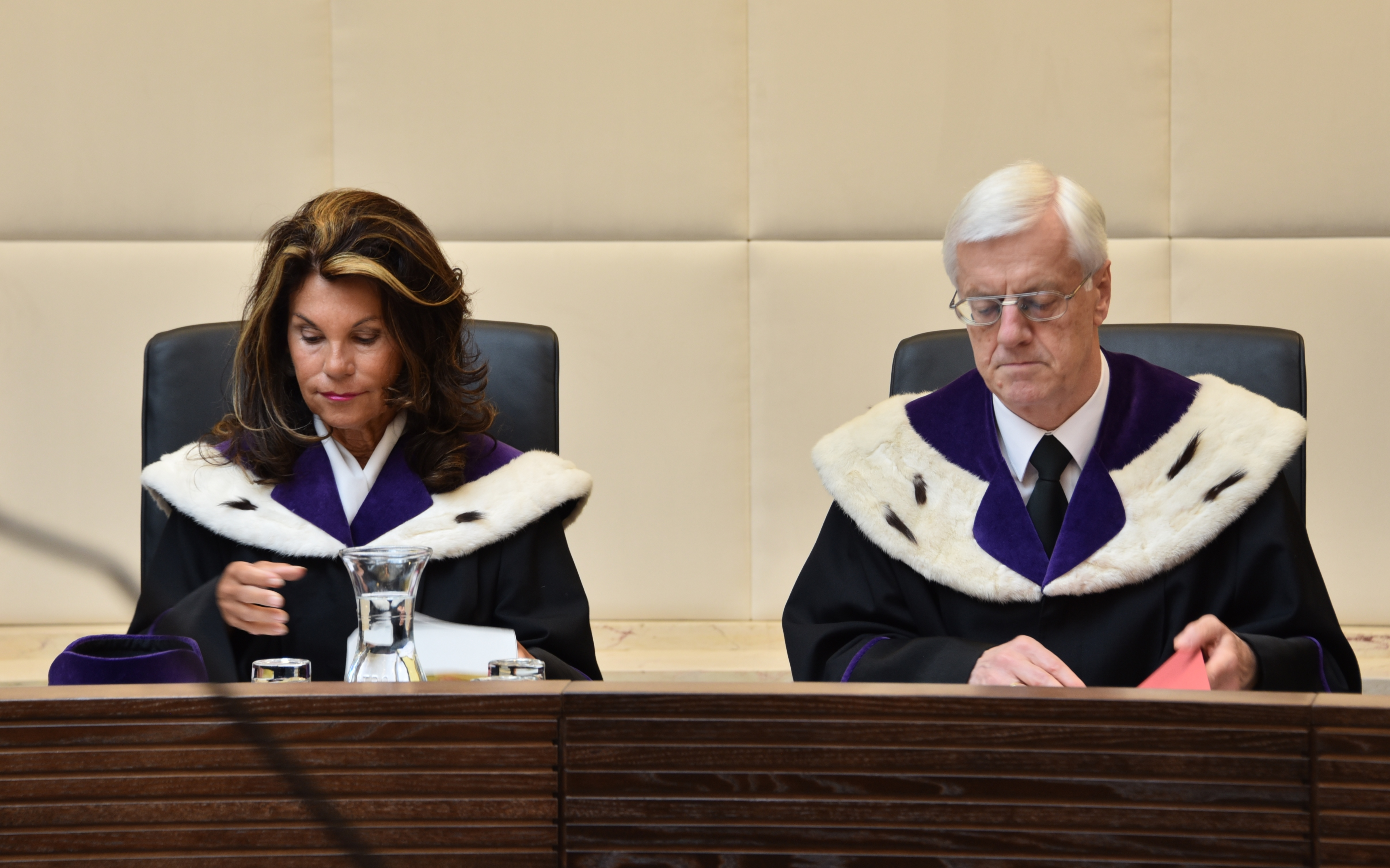
Po lewej Brigitte Bierlein (wówczas Wiceprezes Trybunału Konstytucyjnego), po prawej Gerhart Holzinger (ówczesny Prezes Trybunału Konstytucyjnego)

W trakcie rozpraw i na czas ogłaszania orzeczeń sędziowie Trybunału Konstytucyjnego używają stroju urzędowego (niem. Amtskleid), na który składa się toga (nazywana w Austrii Talar) i biret (Barett). Toga wykonana jest z czarnego materiału, a jej wypustki, trójkątne klapy i kołnierz są koloru fioletowego. Są 3 rodzaje strojów urzędowych odpowiednio przewidziane dla: sędziów, Wiceprezesa i Prezesa Trybunału Konstytucyjnego. Strój Wiceprezesa różni się od noszonego przez sędziów tym, że kołnierz obszyty jest białym futrem, natomiast strój Prezesa obszyty jest podwójnym futrem.

## Lista Prezesów Trybunału Konstytucyjnego
| Lp. | Zdjęcie | Imię i nazwisko         | Objęcie urzędu       | Złożenie urzędu     |
| --- | ------- | ----------------------- | -------------------- | ------------------- |
| 1.  |         | Paul Vittorelli         | 14 lutego 1919       | 1921                |
| 2.  |         | Paul Vittorelli         | 15 lutego 1921       | 30 lutego 1930      |
| 3.  |         | Ernst Durig             | 16 lutego 1930       | 14 lipca 1934       |
| 4.  |         | Ernst Durig             | 14 grudnia 1945      | 17 czerwca 1946     |
| 5.  |         | Ludwig Adamovich senior | 19 czerwca 1946      | 23 września 1955    |
| 6.  |         | Gustav Zigeuner         | 1 lutego 1956        | 31 grudnia 1957     |
| 7.  |         | Walter Antoniolli       | 12 lutego 1958       | 3 października 1977 |
| 8.  |         | Erwin Melichar          | 10 października 1977 | 31 grudnia 1983     |
| 9.  |         | Ludwig Adamovich junior | 1 stycznia 1984      | 31 grudnia 2002     |
| 10. |         | Karl Korinek            | 1 stycznia 2003      | 30 kwietnia 2008    |
| 11. |         | Gerhart Holzinger       | 1 maja 2008          | 31 grudnia 2017     |
| 12. |         | Brigitte Bierlein       | 23 lutego 2018       | 2 czerwca 2019      |
| 13. |         | Christoph Grabenwarter  | 19 lutego 2020       |                     |

## Siedziba

### Budynek

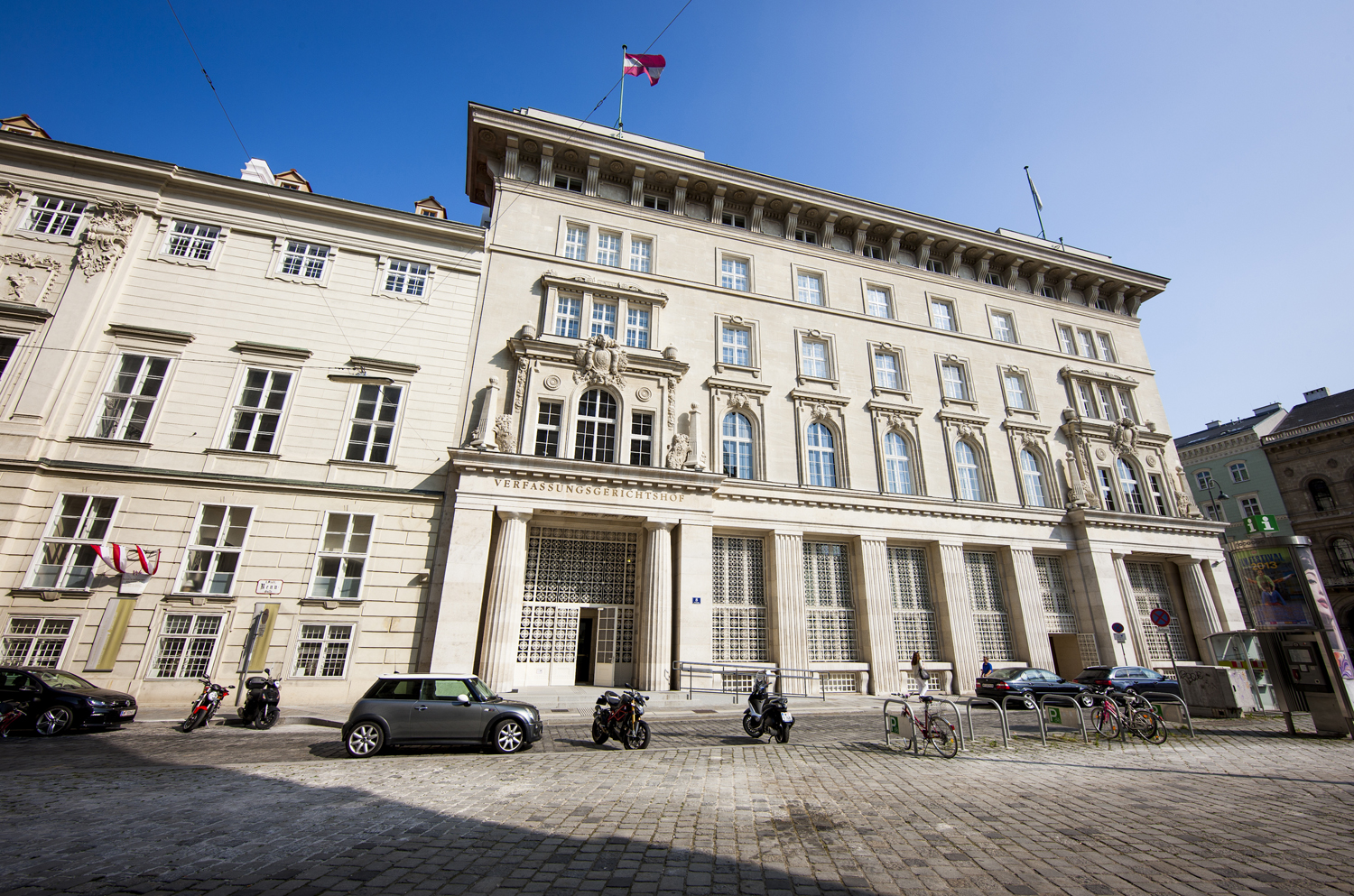
Siedziba Trybunału Konstytucyjnego

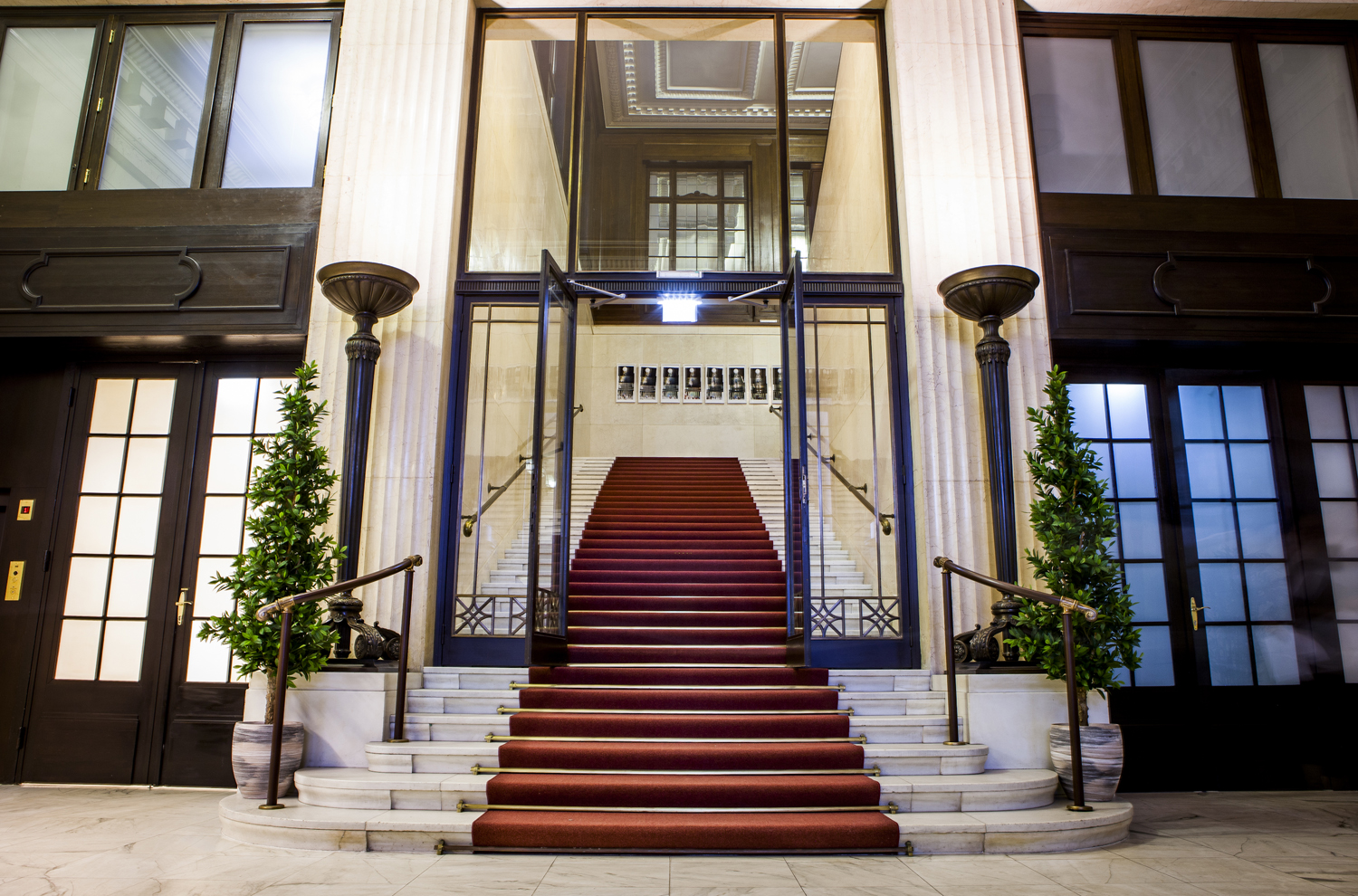
Klatka schodowa prowadząca na I piętro

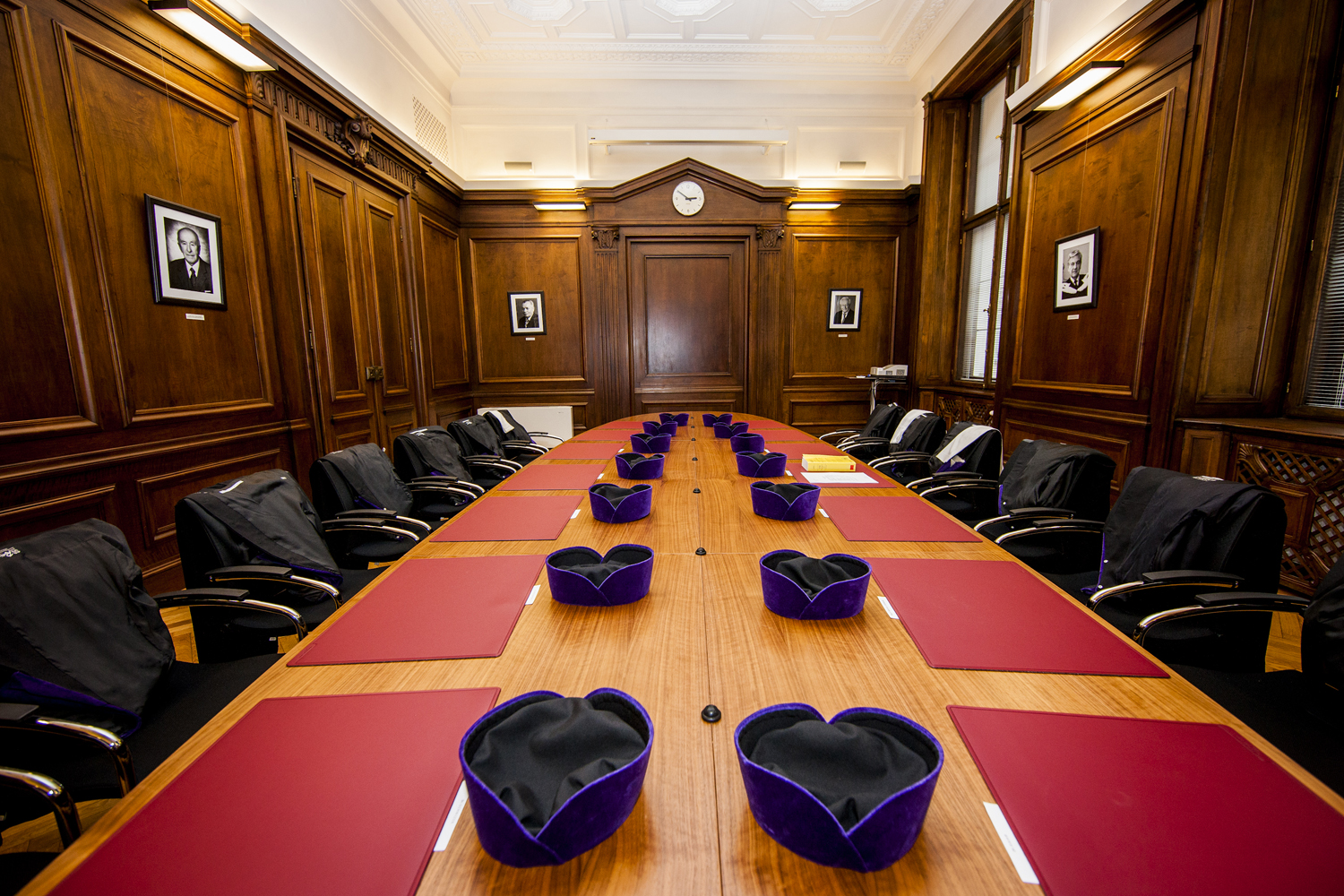
Pokój narad na I piętrze. Na stole widoczne są birety sędziów

Od sierpnia 2012 r. siedziba Trybunału Konstytucyjnego mieści się przy Freyung 8 w Wiedniu. Budynek został wzniesiony w latach 1914–1921 dla Österreichische Creditanstalt für Handel und Gewerbe. Reprezentacyjna klatka schodowa prowadzi na I piętro, na którym znajduje się sala rozpraw, pokój narad oraz biura Prezesa i Wiceprezesa Trybunału Konstytucyjnego. Na wyższych piętrach mieszczą się biura sędziów, pracowników Trybunału Konstytucyjnego (w tym pracowników prawa konstytucyjnego). Na V piętrze znajdują się pokój narad, biblioteka i sala konferencyjna.

### Sala rozpraw
Na sali rozpraw ponad sędziami znajduje się godło Republiki Austrii. Po ścianie widnieją dwa cytaty z Konstytucji Austrii:

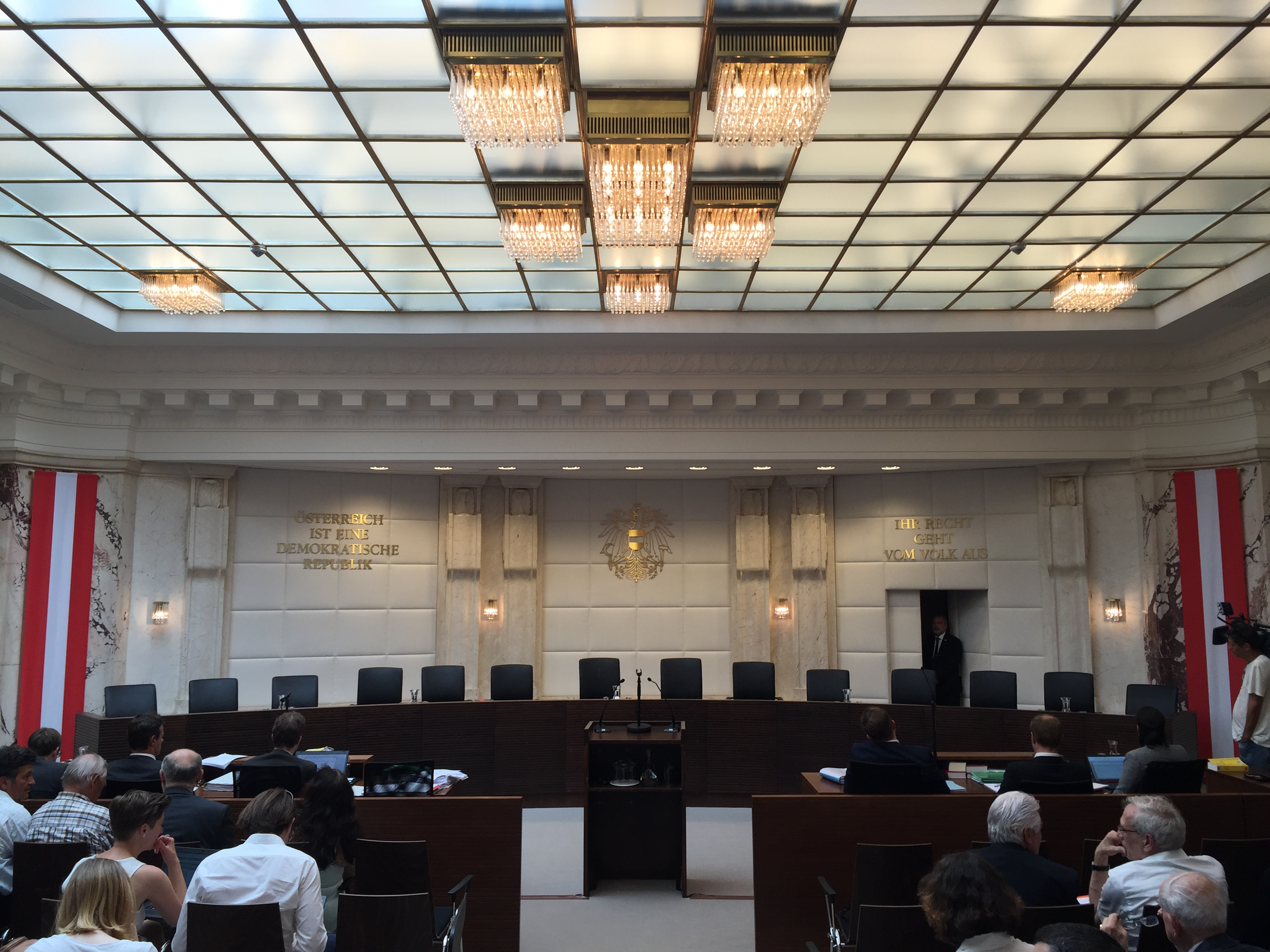
Sala rozpraw na I piętrze

„Österreich ist eine demokratische Republik” („Austria jest republiką demokratyczną”)
oraz 
„Ihr Recht geht vom Volk aus” („Jej prawo pochodzi od Narodu”).